# Télémètre
 (mars 2025).
Si vous disposez d'ouvrages ou d'articles de référence ou si vous connaissez des sites web de qualité traitant du thème abordé ici, merci de compléter l'article en donnant les références utiles à sa vérifiabilité et en les liant à la section « Notes et références ».

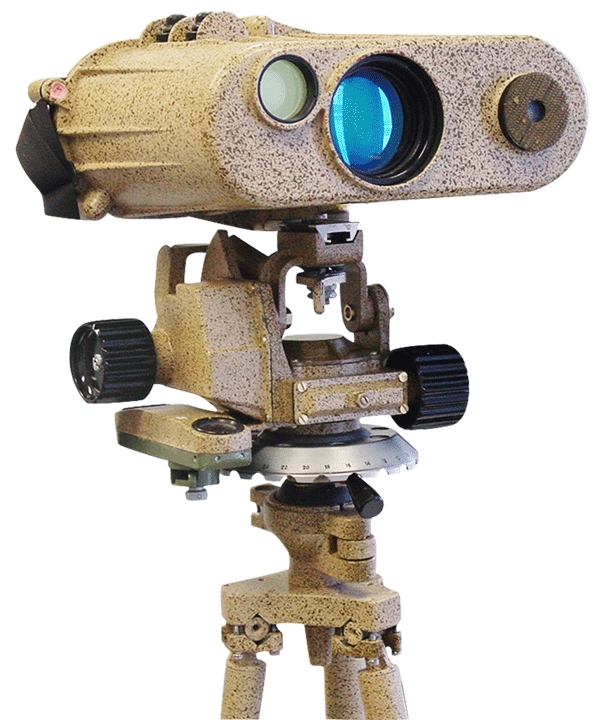
Un télémètre laser à usage militaire.

Un télémètre est un appareil ou dispositif permettant de mesurer des distances par télémétrie.
Il existe plusieurs types de télémètres, utilisant différentes techniques de mesure.

## Technique optique

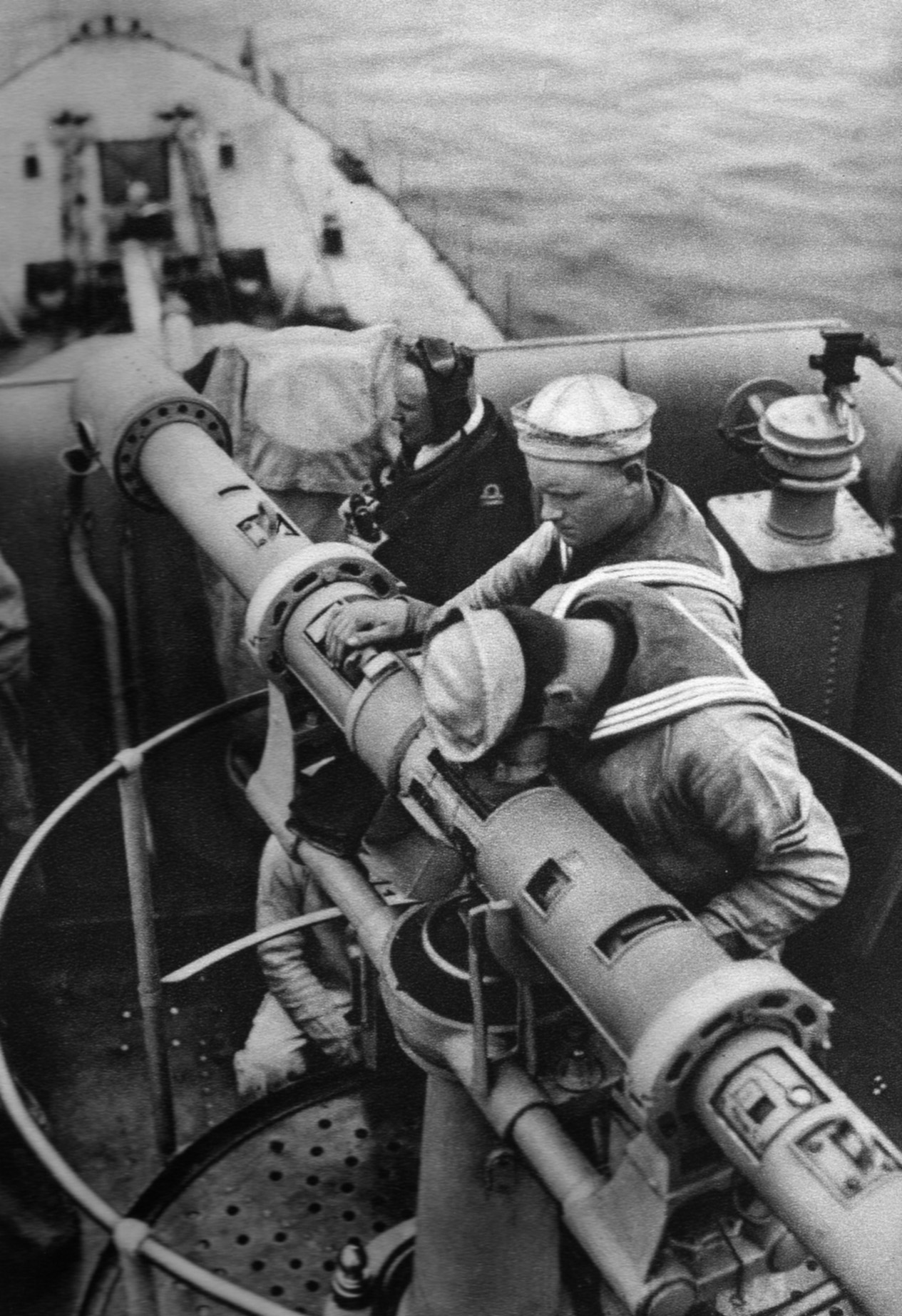
Le télémètre optique de l'ORP Wicher.

Le télémètre optique est un instrument d'optique de mesure de la distance d'un objet visé. L'opérateur met en concordance visuelle l'image donnée de la cible par deux objectifs, la trigonométrie permettant de calculer la distance avec une précision d'autant plus grande que la longueur qui les sépare est grande (voir périscope-télémètre, stadimètre ou télémètre stadimétrique, rangefinder). 
Un des usages civils du télémètre est la mise au point télémétrique dans les appareillages photographiques, pour lesquels Lucien Dodin conçut le stigmomètre, un télémètre particulier où les deux objectifs sont remplacés par deux points d'un objectif unique.

## Technique radio-électrique
Un principe différent est utilisé par les télémètres laser, LIDAR et Radar : la comparaison des caractéristiques du rayon réfléchi avec celles du rayon envoyé permet de mesurer la distance. Les premiers sont apparus sous le nom de Funkmessgerät (« télémètres radio » ) donné par les pionniers allemands (tels Rudolf Kühnhold).

## Technique acoustique
Les télémètres acoustiques sont appelés Sonar. Ils servent notamment à mesurer la distance à laquelle se trouve le fond d'un plan d'eau pour éviter l'échouage. 